# The Richmond River Express Examiner
The Richmond River Express Examiner war eine wöchentliche Zeitung, die in Casino, New South Wales, Australien, veröffentlicht wurde. Sie wurde zuvor unter den Namen The Richmond River Express, The Kyogle Examiner, The Rosolen Press, The Richmond River Express and Casino Kyogle Advertiser und The Richmond River Express and Tweed Advertiser herausgegeben.

## Geschichte
The Richmond River Express and Tweed Advertiser war die erste Zeitung in Casino und wurde erstmals am 23. Dezember 1870 von Robert Gordon Balmer veröffentlicht. Im Jahr 1904 wurde der Name in The Richmond River Express and Casino Kyogle Advertiser geändert, der 1929 auf The Richmond River Express verkürzt wurde. Die Express wurde von 1929 bis 1955 täglich veröffentlicht, bis ein Feuer die Druckerei zerstörte. Im April 1943 berichtete die Walcha News, dass der Richmond River Express in Casino, nach 73 Jahren als älteste Zeitung der Nordküste, die Veröffentlichung eingestellt hatte. Der Herausgeber erklärte, dies sei auf die Kriegsbestimmungen und nicht auf mangelnde lokale U
Im Jahr 1978 fusionierte der Express mit dem The Kyogle Examiner und wurde zu The Richmond River Express Examiner. Der Examiner wird derzeit von The Northern Star veröffentlicht. Die aktuelle Redakteurin ist Susanna Freymark.

## Digitalisierung
Einige Ausgaben der Zeitung wurden im Rahmen des Australian Newspapers Digitisation Program der National Library of Australia digitalisiert.